# Zviad Gamsakhurdia
Zviad Gamsakhurdia (georgisk: ზვიად გამსახურდია; født 31. marts 1939 i Tbilisi i Georgiske SSR, Sovjetunionen, død 31. december 1993 i Chibula i Georgien) var en georgisk politiker, der spillede en afgørende rolle i den georgiske selvstændighedproces. Hans nationalistiske koalition fik i november 1990 magten i Georgiske SSR. Han valgtes til Georgiens første selvstændige præsident den 26. maj 1991. Gamsakhurdia blev dog hurtigt upopulær, og i december udførte oppositionen med Tengiz Kitovani et voldeligt statskup og besatte statsbygninger inklusiv det georgiske parlament. Gamsakhurdia afgik den 6 januar 1992 og erstattedes af Eduard Sjevardnadse, den tidligere sovjetiske udenrigsminister. Gamsakhurdia forsøgte selvom han var afsat at promovere sig selv som Georgiens præsident.
Hans tilhængere, zviadisterne, forsøgte gennem væbnede aktioner i Samegrelo (Megrelien) i efteråret 1993 at tilbageerobre magten. Dette mislykkedes imidlertid og Gamsakhurdia døde den 31. december 1993 i byen Chibula i Megrelien under uklare omstændigheder. Ifølge britiske raporter blev han fundet med en kugle i hovedet, og man mener han har begået selvmord, men man kan ikke udelukke han døde i kamp eller under andre omstændigheder. Han begravedes først i byen Djikhasjkari i Megrelien, men flyttedes den 24. februar 2004 til hovedstaden i Tjetjenien; Grosnij. Siden Mikheil Saakasjvili afløste Sjevardnadse som landets præsident besluttede han at overlade Gamsakhurdias lig til Georgien. Den 3. marts 2007 meddelte den nye tjetjenske præsident Ramzan Kadyrov at liget, der var forsvundet efter den første tjetjenske krig, var fundet. Det blev identificeret af en række russiske eksperter i Rostov ved Don. Det blev derefter bragt tilbage til Georgien den 28. marts 2007 og den 1. april begravedes Gamsakhurdia på ny i Tbilisi. Tbilisis hovedgade er navngivet efter ham.